# Blomstermåla IK
Blomstermåla IK, bildad 1928, är en idrottsförening i Blomstermåla i Mönsterås kommun i Sverige. Under 1970-talet hade Blomstermåla IK ett lag i herrarnas Division II i fotboll för herrar, en nivå som motsvarar dagens Superettan. Blomstermåla IK gick 1944 upp från Division III och spelade två år i Division II Södra. 
Klubbens mest kända spelare är Roger Magnusson (född 1945), som inledde sin karriär i BIK. Han blev senare allsvensk i Åtvidabergs FF. Han var därefter proffs i FC Köln, Juventus, Olympique de Marseille och Red Star. Lillebror Benno (född 1953) var proffs i Kaiserslautern och Hertha Berlin. Han blev också svensk mästare i Åtvidaberg. Roger och Benno har spelat 14 A-landskamper var. En tredje broder Magnusson, Pär, var allsvensk i Åtvidaberg.